# Hays, Kansas
Hays är en stad i Ellis County i delstaten Kansas, USA. Hays är administrativ huvudort (county seat) i Ellis County.

## Kända personer från Hays
- Jeff Colyer, politiker